# Emmanuel-Pierre Gaillard
Pour les articles homonymes, voir Gaillard.
Emmanuel Gaillard, né le 17 février 1779 à Rouen où il est mort le 4 novembre 1836, est un historien et archéologue français.

## Biographie
Doté d’une instruction soignée et très variée, Gaillard a étudié l’histoire et de l’archéologie, dès sa jeunesse, mais n’a guère travaillé que pour lui-même pendant les quarante premières années de sa vie.
Lancé, à partir de 1819, en politique, il a été activement impliqué dans les  luttes électorales de l’époque. Ami du vicomte Walsh, il a collaboré avec lui à la Gazette de Normandie, dont il rédigeait la partie historique.
En 1827, habitant depuis quelques années le château de Folleville, village dont il est maire, les fouilles du théâtre antique de Lillebonne ont été l’occasion de sortir de sa solitude. Remplaçant François Rever dans la surveillance des travaux de déblaiement, il mènera, en l’espace de dix années, le dégagement presque complet des structures du théâtre. L’activité qu’il a déployée s’est concrétisée dans la publication, en 1829, d’une Notice sur la statue pédestre de marbre blanc, suivie, en 1834, d’un Mémoire sur le Balnéaire de Lillebonne, qui lui a valu une médaille d’or de l’Académie des Inscriptions.
Déjà membre de la Société des antiquaires de Normandie et de la Commission des Antiquités de la Seine-Inférieure, depuis plusieurs années, son opuscule sur les fouilles de Lillebone lui a ouvert, en 1832, les portes de l’Académie des sciences, belles-lettres et arts de Rouen.
À l’Académie de Rouen, il s’est signalé par son discours de réception, qui a fait l’objet d’une impression en entier dans les mémoires de la compagnie. Presque tous les ans, jusqu’à sa mort, il eut les honneurs du Précis. En 1833, il y a lu sa Notice sur Sibille de Conversano, épouse du duc Robert Courte-Heuse.
En 1834, élu secrétaire pour la classe des lettres de l’Académie de Rouen, il a représenté cette société savante à l’inauguration de la statue de Corneille, et y a prononcé un discours. En séance publique, il a lu, outre son Rapport, un « Traité de la tragédie en France, depuis 1760 », qui a été imprimé, dans les mémoires, avec son « Siège de Rouen, en 1418 », et ses « Nouveaux détails sur Pierre Corneille ».
En 1835, il a traité de « la Comédie en France, au XIXe siècle » et publié les notices sur Jacques d’Harcourt (d), Henry Clément, maréchal de France et Baliol, roi d’Écosse dans la Revue anglo-française. L’année 1836 a vu son dernier rapport, les « Conjectures sur le royaume d’Yvetot ». Il nourrissait également un projet de Biographie normande des personnes remarquables de sa province, qu’il avait « publié » à l’Académie de Rouen, mais qui devait échouer.
Lié à l’historien Arcisse de Caumont, il a participé très activement avec lui aux congrès scientifiques qui se sont tenus dans plusieurs villes de France, et s’est fait remarquer à ceux de Douai et de Blois. Il faisait également partie de la Société d’agriculture, où il a également rempli les fonctions de secrétaire. Mort brusquement, sans avoir eu le temps de compléter le déblaiement du théâtre de Lillebonne, l’Académie lui a fait élever à ses frais, en 1841, un tombeau au cimetière monumental de Rouen.

## Jugements
« Ses travaux, longs et consciencieux, ont fait connaître ou remis en lumière beaucoup de faits qui, sans lui, seraient peut-être restés dans l’oubli. Ses recherches indiquent qu’il était riche d’une grande instruction et qu’il appliquait souvent à propos les trésors de l’étude, acquis pendant une laborieuse jeunesse. Parmi les noms dont la Normandie s’honore, nous pouvons inscrire le sien, car c’est celui d’un savant dont la vie a été employée a relever la gloire de son pays. »

— Charles de Stabenrath

« Il était doué d’une imagination vive, trop vive peut-être pour un antiquaire ; aussi ses travaux sont-ils plus littéraires qu’archéologiques. »

— Jean-Benoît Cochet

## Publications

### Œuvres
- Auguste, ou l’Enfant naturel : drame en 3 actes et en prose, représentée pour la première fois au Théâtre de S. M. l’Impératrice, Paris, 25 août 1812, Paris, Martinet, 1812, 47 p., in-8º (lire en ligne sur Gallica).

### Ouvrages
- Du traité de commerce et de la prohibition : ou Mémoire en faveur des consommateurs, Rouen, 1814, 24 p., in-8o (OCLC 457507557).
- Conjectures sur les objets d’antiquités trouvés à Lillebonne, Rouen, Nicétas Périaux, 1824.
- Des États de Normandie, Pont-Audemer, A. Lecomte, 1836, 24 p., 1 vol. ; 20 cm (OCLC 1042262789).
- Des jardins-paysages de la Normandie, Rouen, Nicétas Périaux, s.d., 20 p., in-8o (OCLC 457507512, lire en ligne).
- Mémoire sur le Balnéaire de Lillebonne, Caen, Aimable Hardel, 1834, 51 p., in-8o (OCLC 494979330).
- Notice biographique sur un archidiacre d’Évreux, Louviers, Henry-Marie Boudon, 1829.
- Notice sur la statue pédestre en marbre blanc, trouvée à Lillebonne, le 31 mai 1828, Rouen, Nicétas Périaux, 1829, 48 p., 1 pl. ; in-8o (OCLC 32036609, lire en ligne).
- Rapport et mémoires lus à la séance publique de l'Académie royale des sciences, belles-lettres et arts de Rouen, le 8 aout 1834, Rouen, Nicétas Périaux, 1834, 54 p., in-8o (OCLC 457507526, lire en ligne).
- Recueil de pièces académiques extraites du Précis de l’Académie de Rouen, Rouen, Nicétas Périaux, 1835.
- Recherches archéologiques pour servir d’introduction à un voyage dans la Seine-Inférieure et dans l’arrondissement des Andelys, Paris, Nicétas Périaux, 1832, 13 p., in-8o (OCLC 457507534, lire en ligne).

### Articles
- « Clément (Henri Ier), seigneur du Mez en Gâtinais », Revue anglo-française, Poitiers, F.-A. Saurin, vol. 3,‎ 1835, p. 204-5 (OCLC 644060105, lire en ligne sur Gallica, consulté le 1er septembre 2023).
- « Jean Baliol ou Bailleul, roi d’Écosse et sire de Bailleul-en-Fimeu », Revue anglo-française, Poitiers, F.-A. Saurin, vol. 3,‎ 1835, p. 205-8 (OCLC 644060105, lire en ligne sur Gallica, consulté le 1er septembre 2023).
- « Le Siège de Rouen en 1418 », Revue anglo-française, Poitiers, F.-A. Saurin, vol. 3,‎ 1835, p. 384-404 (OCLC 644060105, lire en ligne sur Gallica, consulté le 1er septembre 2023).
- « Nouveaux détails sur Pierre Corneille : recueillis dans l’année où Rouen érige une statue à ce grand poète », Précis analytique des travaux de l’Académie de Rouen, Rouen, Pierre Périaux,‎ 1834, p. 167-9 (lire en ligne sur Gallica, consulté le 1er septembre 2023).